# Estadio Manuel Rivera Sánchez
El Estadio Centenario Manuel Rivera Sánchez está ubicado en la ciudad de Chimbote (distrito de Chimbote), departamento de Áncash. Tiene una capacidad de 32 000 espectadores, cuenta con palcos y butacas y sus cuatro tribunas bien amplias, especiales, además de césped artificial y una amplia pista atlética. El nombre del recinto es un homenaje al futbolista chimbotano más destacado, Manuel Rivera Sánchez, quien incluso llegó a integrar la selección peruana. El moderno estadio es sede del José Gálvez FBC, que participa en la Copa Perú.
Fue inaugurado el 30 de junio de 2007 con un partido internacional juvenil entre las selecciones sub-17 de Perú y Colombia. En aquella ocasión, la intérprete chimbotana Paola Gonzales cantó el tema ganador del Festival de la Canción Centenario de Chimbote: Tiempo de gaviotas, composición de Luis Aguirre Barrón. 
El primer partido de primera división del Perú jugado en este estadio se dio el 7 de noviembre de 2007, cuando Universitario y Alianza Lima disputaron una nueva versión del clásico del fútbol peruano. Ante la falta de garantías para jugar en Lima, Universitario ejerció de local en este escenario, siendo el marcador favorable al cuadro aliancista por 1-3. El clásico de fútbol peruano, como el partido inaugural, fue encargado para su organización a los promotores Carlos Espinoza Linares y Manuel Rojas Villajulca, con remarcado éxito.
El 24 de junio de 2009, a 2 años de su inauguración, la Municipalidad Provincial de Santa presentó la obra de complementación del escenario deportivo, realizándose la inauguración de la pista atlética, iluminación artificial, tablero electrónico y cámaras de seguridad. Los protagonistas del encuentro de fútbol amistoso, histórico para Chimbote, ya que por primera vez se disputaba un partido de noche, fueron los clubes José Gálvez y Deportivo Táchira, de Venezuela, con victoria de 2-0 para el cuadro local.

### Partidos internacionales
| Fecha     | Local       | Resultado | Visitante         | Competición   |
| --------- | ----------- | --------- | ----------------- | ------------- |
| 24-6-2009 | José Gálvez | 2-0       | Deportivo Táchira | Amistoso 2009 |

### Finales y definiciones
| Fecha     | Local       | Resultado | Visitante    | Competición                       |
| --------- | ----------- | --------- | ------------ | --------------------------------- |
| 30-7-2011 | José Gálvez | 6-2       | Sport Áncash | Final Copa del Inca 2011 (vuelta) |
| 9-9-2012  | José Gálvez | 1-0       | Juan Aurich  | Final Copa Federación 2012        |